# Nils Politt
Nils Politt (* 6. března 1994) je německý profesionální silniční cyklista jezdící za UCI WorldTeam UAE Team Emirates XRG.

## Kariéra
V září 2015 bylo oznámeno, že Politt podepsal dvouletý kontrakt s UCI WorldTeamem Team Katusha od sezóny 2016. Svůj debut si Politt za tým odbyl ještě toho měsíce jako stážista na závodu Tour de l'Eurométropole. V červenci 2017 byl jmenován na startovní listině Tour de France 2017.
V srpnu 2020 bylo oznámeno, že Politt podepsal tříletý kontrakt s UCI WorldTeamem Bora–Hansgrohe od sezóny 2021. V červenci 2021 Politt vyhrál dvanáctou etapu Tour de France 2021 poté, co nastoupil sólo z třináctičlenného úniku 12 km před cílem. O měsíc později pak Politt vyhrál etapu a celkové pořadí na závodu Deutschland Tour.

## Hlavní výsledky
2013
Národní šampionát
2. místo časovka do 23 let
2014
Národní šampionát
 vítěz časovky do 23 let
2. místo Eschborn–Frankfurt City Loop U23
Tour de Berlin
3. místo celkově
2015
Národní šampionát
 vítěz silničního závodu do 23 let
2. místo časovka do 23 let
2. místo Rund um Düren
3. místo Gent–Wevelgem U23
Bayern–Rundfahrt
6. místo celkově
2016
Národní šampionát
3. místo časovka
Driedaagse van West-Vlaanderen
3. místo celkově
5. místo Le Samyn
6. místo Tour de l'Eurométropole
Driedaagse van De Panne–Koksijde
9. místo celkově
2017
Národní šampionát
3. místo časovka
4. místo silniční závod
Étoile de Bessèges
6. místo celkově
2018
Deutschland Tour
2. místo celkově
vítěz 4. etapy
3. místo Münsterland Giro
Národní šampionát
5. místo časovka
7. místo Paříž–Roubaix
2019
Mistrovství světa
 2. místo smíšená týmová štafeta
Národní šampionát
2. místo časovka
4. místo silniční závod
2. místo Paříž–Roubaix
4. místo Rund um Köln
Tour of Britain
5. místo celkově
5. místo Kolem Flander
6. místo E3 BinckBank Classic
2021
Deutschland Tour
 celkový vítěz
vítěz 3. etapy
Tour de France
vítěz 12. etapy
 cena bojovnosti po 12. etapě
Étoile de Bessèges
3. místo celkově
7. místo Kuurne–Brusel–Kuurne
9. místo Bredene Koksijde Classic
10. místo Omloop Het Nieuwsblad
2022
Národní šampionát
 vítěz silničního závodu
3. místo časovka
vítěz Rund um Köln
5. místo Dwars door Vlaanderen
Tour de France
 cena bojovnosti po 15. etapě
2023
Národní šampionát
 vítěz časovky
7. místo Omloop Het Nieuwsblad
8. místo BEMER Cyclassics
8. místo Rund um Köln
Deutschland Tour
9. místo celkově
Tour of Britain
9. místo celkově
10. místo Dwars door Vlaanderen
2024
Národní šampionát
 vítěz časovky
2. místo Omloop Het Nieuwsblad
Paříž–Nice
vítěz 3. etapy (TTT)
3. místo Kolem Flander
4. místo Paříž–Roubaix
7. místo E3 Saxo Bank Classic

### Výsledky na Grand Tours
| Grand Tour      | 2017 | 2018 | 2019 | 2020 | 2021 | 2022 | 2023 | 2024 |
| --------------- | ---- | ---- | ---- | ---- | ---- | ---- | ---- | ---- |
| Giro d'Italia   | —    | —    | —    | —    | —    | —    | —    | —    |
| Tour de France  | 95   | 87   | 64   | 120  | 50   | 56   | 62   | 75   |
| Vuelta a España | —    | —    | —    | —    | —    | —    | —    |      |

### Výsledky na klasikách
| Monument               | 2016 | 2017 | 2018 | 2019 | 2020 | 2021 | 2022 | 2023 | 2024 |
| ---------------------- | ---- | ---- | ---- | ---- | ---- | ---- | ---- | ---- | ---- |
| Milán – San Remo       | —    | —    | 61   | 27   | —    | —    | —    | 21   | —    |
| Kolem Flander          | 89   | 42   | 17   | 5    | 19   | 22   | 47   | 20   | 3    |
| Paříž–Roubaix          | DNF  | 27   | 7    | 2    | NS   | DNF  | 22   | 35   | 4    |
| Lutych–Bastogne–Lutych | —    | —    | —    | 81   | —    | —    | —    | —    |      |
| Giro di Lombardia      | —    | —    | —    | —    | —    | —    | —    | —    | —    |
| Klasika                | 2016 | 2017 | 2018 | 2019 | 2020 | 2021 | 2022 | 2023 | 2024 |
| Omloop Het Nieuwsblad  | 100  | DNF  | 83   | 19   | 47   | 10   | 27   | 7    | 2    |
| Kuurne–Brusel–Kuurne   | 83   | 76   | 13   | DSQ  | 37   | 7    | 46   | 54   | 26   |
| E3 Harelbeke           | 47   | 70   | 54   | 6    | NS   | —    | 72   | 13   | 7    |
| Gent–Wevelgem          | —    | —    | —    | —    | 52   | —    | 79   | 20   | 27   |
| Dwars door Vlaanderen  | 110  | 52   | 49   | 21   | NS   | —    | 5    | 10   | 12   |
| Hamburg Cyclassics     | 132  | 82   | 27   | 16   | NS   | NS   | 24   | 8    |      |

| —   | Nezúčastnil se  |
| DNF | Nedokončil      |
| DSQ | Diskvalifikován |